# Lingelsheimia
Lingelsheimia là một chi thực vật có hoa trong họ Phyllanthaceae.

## Loài
Chi Lingelsheimia gồm 6 loài:
- Lingelsheimia abbayesii (Leandri) Radcl.-Sm.
- Lingelsheimia ambigua (Leandri) Radcl.-Sm.
- Lingelsheimia fiherenensis (Leandri) Radcl.-Sm.
- Lingelsheimia frutescens Pax
- Lingelsheimia manongarivensis (Leandri) G.L.Webster
- Lingelsheimia sylvestris (Radcl.-Sm.) Radcl.-Sm.